# The Last Son of the Fjord
The Last Son of the Fjord – pierwszy album muzyczny rosyjskiej grupy Viking metalowej Nomans Land, pochodzącej z Petersburga. Album ten został wydany w roku 2000 rodzimą wytwórnię muzyków - Fono Records. Następnie zaś niemiecka wytwórnia Einheit Produktionen, z którą Nomans Land podpisał później umowę, zdecydowała się wznowić ten krążek we własnym zakresie. Stało się to 31 marca 2006 roku.

## Lista utworów
1. "The Last Son Of The Fjord" - 6:26
2. "The Swan Road" - 4:57
3. "Back Home" - 5:15
4. "The Call Of Ancestors" - 4:52
5. "Nomans Land" - 2:45
6. "Two Fathers" - 4:50
7. "In The Skin Of A Bear" - 5:20
8. "Ale" - 1:17

## Wykonawcy
- Sigurd - wokal, gitara elektryczna
- Boric Sen'kin - gitara basowa,
- Sergey "Beliy" Voevodin - perkusja